# قدیمیسم
قدیمیسم (به روسی: Кадимизм) یا قدیم‌گرایی جنبشی محافظه‌کار در میان تاتارها و مسلمانان روسیه در سده‌های نوزدهم و بیستم بود. طرفداران قدیمیسم از پایه‌های مردسالارانه زندگی دفاع می‌کردند، مبارزه فعالی را علیه اصلاح‌طلبی‌های مذهبی جدیدیست‌ها انجام می‌دادند و در زمینه آموزش به نظام مکتبی پایبند بودند.
این نهضت بر اساس آموزه‌های مکاتب مذهبی قدیم ابوحنیفه، ماتریدی، غزالی و با هدف حفظ ارزش‌ها و نهادهای اخلاقی اسلامی شکل گرفت. قدیمیست‌ها تفسیر مدرن قرآن و سنت را رد می‌کردند، مانع اجرای اصلاحات مدارس می‌شدند، برابری زنان را به رسمیت نمی‌شناختند. آن‌ها در واقع تنها راه توسعه جامعه ترکی-اسلامی را در پایبندی بی‌قید و شرط به موازین شرعی می‌دانستند.